# 瞿金平
瞿金平（1957年6月4日—），男，湖北黄梅人，中国轻工机械工程专家，华南理工大学聚合物新型成型装备国家工程研究中心和聚合物成型加工工程教育部重点实验室主任、教授、博士生导师。曾任华南理工大学副校长。

## 生平
1981年本科毕业于华南工学院（现华南理工大学）化工机械系，1987年取得华南理工大学轻工机械硕士学位，1996年在职取得四川大学高分子材料博士学位。

## 社会兼职
- 中国轻工机械协会副理事长
- 广东省机械工程学会理事长

## 荣誉
- 国家杰出青年科学基金获得者
- 教育部“长江学者奖励计划”首批特聘教授
- 全国劳动模范（1995年）
- 中国工程院院士（2011年）